# Episodi de L'uomo invisibile (serie animata)
La serie animata de L'uomo invisibile è stata trasmessa in Spagna a partire dal 2005 su Rai 2 per un totale di 26 episodi. In Italia la serie venne trasmessa su Rai 2 dal 18 settembre 2007 ogni martedì e giovedì alle ore 7:45. Successivamente approdò su Rai Gulp.
| N° | Titolo originale                           | Titolo italiano                            |
| -- | ------------------------------------------ | ------------------------------------------ |
| 1  | Una màscara para dos                       | Una maschera per due                       |
| 2  | Oìdos que ven                              | Ad occhi chiusi                            |
| 3  | Memoria robada                             | Memoria rubata                             |
| 4  | El hombre invisible vs El hombre invisible | L'uomo invisibile contro l'uomo invisibile |
| 5  | Un amigo demasiado visible                 | Un amico troppo... visibile!               |
| 6  | El hombre màs o menos visible              | L'uomo più o meno visibile                 |
| 7  | Wallace, el hèroe                          | Wallace, l'eroe                            |
| 8  | Demasiada sorpresa                         | Festa a sorpresa                           |
| 9  | Ojos que non ven...                        | Occhio non vede...                         |
| 10 | La huela                                   | L'impronta                                 |
| 11 | El pòker de flores                         | Il poker di fiori                          |
| 12 | Halloween                                  | Halloween                                  |
| 13 | La noche de los tìteres vivos              | La notte dei burattini viventi             |
| 14 | Monty estrella                             | Monty star                                 |
| 15 | Regresiòn                                  | Regressione                                |
| 16 | Alta tecnologìa                            | Alta tecnologia                            |
| 17 | Dragòn negro                               | Drago nero                                 |
| 18 | El principio                               | Il principio                               |
| 19 | Luz negra                                  | Luce nera                                  |
| 20 | Desaparecido                               | Desaparecido                               |
| 21 | Inteligencia emocional                     | Intelligenza emotiva                       |
| 22 | Sobre las muellas - Parte I                | Sulle banchine - Parte I                   |
| 23 | Sobre las muellas - Parte II               | Sulle banchine - Parte II                  |
| 24 | La ùltima tentaciòn de Alan                | L'ultima tentazione di Alan                |
| 25 | Enemigo escondido                          | Nemico nascosto                            |
| 26 | Sorber                                     | Slurp                                      |